# Seznam ameriških skladateljev
Seznam ameriških skladateljev.

## A
Michael Abels - Muhal Richard Abrams - Joseph Achron - Alton Adams - John Coolidge Adams - John Luther Adams - Brendan Adamson - Larry Adler - Samuel Adler (skladatelj) - Maryanne Amacher (1938–2009) - Charles Amirkhanian - Tori Amos - David Amram - Trey Anastasio - Beth Anderson - Leroy Anderson - George Antheil - Jon Appleton - Dominick Argento - Kit Armstrong - Robert Ashley - Lera Auerbach - Larry Austin

## B
Milton Babbitt - Burt Bacharach - Angelo Badalamenti - Louis W. Ballard - Samuel Barber - William Basinski - Leslie Bassett -  Marion Bauer - Amy Beach - Jeremy Beck - John Becker - Eve Beglarian - David Behrman - Supply Belcher - Barbara Benary - Robert Russell Bennett - Arthur Berger - Jean Berger - William Bergsma - Derek Bermel - Leonard Bernstein - William Billings - Easley Blackwood - Edward Bland - Carla Bley - Marc Blitzstein - Ernest Bloch - Edward Boatner - William Bolcom - Benjamin Boretz - Paul Bowles - Scott Bradley - Henry Brant - Anthony Braxton - Joseph Carl Breil - Jim Brickman - Jon Brion - Earle Brown - Harry Burleigh - Ralph Burns - Tom Brier

## C
John Cage - Uri Caine - John Carey (skladatelj) - Wendy Carlos - Al Carmines - John Alden Carpenter - Elliott Carter - George Whitefield Chadwick - John Barnes Chance - Rhys Chatham - Philip Greeley Clapp - Gloria Coates - Gregg Coffin - Bob Cole (skladatelj) - Harlan Collins - Nicolas Collins - David Conte - Bill Conti - Frederick Converse - David Cope - Aaron Copland - Carmine Coppola - Sidney Corbett - John Corigliano - Philip Corner - Chick Corea - Henry Cowell - Ruth Crawford-Seeger - Paul Creston - George Crumb - Alvin Curran - Sebastian Currier - Miriam Cutler

## D
Ingolf Dahl - Malcolm Dalglish - Walter Johannes Damrosch - Richard Danielpour - Corey Dargel - Ivor Darreg - Michael Daugherty - Anthony Davis - Carl Davis - Charles G. Dawes - William Levi Dawson (skladatelj) - David de Berry - Mark De Gli Antoni - Peter DeRose - David Del Tredici - Norman Dello Joio - Mark Delpriora - Robert Nathaniel Dett - James DiPasquale - David Diamond (skladatelj) - Jody Diamond - Lawrence Dillon - Paul Dirmeikis - Charles Dodge - Daniel Dorff - Paul Dresher - Arnold Dreyblatt - Jacob Druckman - William Duckworth -

## E
Henry Eichheim - Halim El-Dabh - Abraham Ellstein - Donald Erb - Robert Erickson - John Erskine - Alvin Etler - Ray Evans -

## F
Sammy Fain - Percy Faith - Arthur Farwell - Morton Feldman - Irving Fine - David First - Nicolas Flagello - Carlisle Floyd - Bill Fontana - Arthur Foote - Lukas Foss - Milt Franklyn - Howard Frazin - Ellen Fullman -

## G
Kenneth Gaburo - Kyle Gann - Peter Garland - Erroll Garner - Brad Garton - Daniel E. Gawthrop - George Tsontakis - George Gershwin - Michael Giacchino - Vittorio Giannini - Miriam Gideon - Don Gillis - Philip Glass - Edwin Franko Goldman - Rubin Goldmark - Jerry Goldsmith - Daniel Goode - Michael Gordon - Annie Gosfield - Louis Moreau Gottschalk - Morton Gould - Percy Grainger - Jay Greenberg - Charles Tomlinson Griffes - Ferde Grofé - Henry Gwiazda -

## H
Earle Hagen - Adolphus Hailstork - Robert B. Hall - Gerre Hancock - George Handy - Howard Hanson - John Harbison - Roy Harris - Lou Harrison - Walter Hartley - Thomas Hastings (skladatelj) - Wilbur Hatch - Micah Hawkins - Sorrel Hays - Neal Hefti - Jake Heggie - Anthony Philip Heinrich - J. Fred Helf - Luther Henderson - Victor Herbert - Bernard Herrmann - Jennifer Higdon - Lejaren Hiller - Richard Himber - David Hogan (skladatelj) - Mike Holober - Abe Holzmann - James Horner - Eleanor Hovda - Alan Hovhaness - Jerry Hunt - Henry Holden Huss -

## I
Andrew Imbrie - Charles Ives - 

## J
Carrie Jacobs-Bond - Robert Jager - Willis Laurence James - Keith Jarrett - Edmund Jenkins - Leroy Jenkins - John Mauceri - Francis Johnson - Hall Johnson - J. Rosamond Johnson - Tom Johnson (skladatelj) - Ben Johnston - Scott Joplin -

## K
Michael Kamen (1948-2003) - Božidar Kantušer - Solomon Keal - Martin Kennedy - Aaron Jay Kernis - Karl King - Leon Kirchner - Phil Kline - Barbara Kolb - Erich Wolfgang Korngold - Robert Kurka

## L
Joan La Barbara - John La Montaine - Ezra Laderman - David Lang (skladatelj) - Paul Lansky - Morten Lauridsen - Elodie Lauten - Anne LeBaron - Fred Lerdahl - Oscar Levant - Lowell Liebermann - Garrett List - Little Jack Little - Annea Lockwood - Charles Martin Loeffler - Frederick Loewe - Alvin Lucier - Danny Lux -

## M
Edward MacDowell - Edward Alexander MacDowell - Steven Mackey - Timothy Mahr - Henry Mancini - Chuck Mangione - Bunita Marcus - Marjorie Merryman - Ingram Marshall - Peter Matz - Richard Maxfield - Jody Mayfield - Charles McCarron - Dennis McCarthy - Harry McClintock - Michael McKean - Michael McLean (skladatelj) - Brad Mehldau - Peter Mennin - Gian Carlo Menotti - Edgar Meyer - Michael Gordon - Everette Minchew - Robert Mitchum - Vic Mizzy - James Vincent Monaco - Meredith Monk - Hugo Montenegro - Joe Monzo - Guy Moon - Douglas Stuart Moore - Robert Moran - Justin Morgan - Angela Morley - Jelly Roll Morton - Jeff Moss - Jeffrey Mumford - Gordon Mumma - Walter Murphy - Thea Musgrave -

## N
Conlon Nancarrow - Ben Neill - Vaclav Nelhybel - Amy X Neuburg - Alfred Newman - Phill Niblock - Camille Nickerson - Alex North - Ervin Nyíregyházi -  

## O
Mark O'Connor - Pauline Oliveros - Leo Ornstein - Willson Osborne - Gerald Oshita - 

## P
Charles Theodore Pachelbel - John Knowles Paine - Charlemagne Palestine - Eddie Palmieri (1936-2025) - Gérard Pape - Horatio Parker - Harry Partch - Duke Pearson - Alfred Humphreys Pease - Michael Penn - George Perle - Vincent Persichetti - James Pierpont - Daniel Pinkham - Walter Piston - Raoul Pleskow - Cole Porter - Quincy Porter - Mel Powell - André Previn - Florence Price -

## Q
Eric Qin - 

## R
Sun Ra - Ralph Rainger - Shulamit Ran - Daniel Read - Alfred Reed - H. Owen Reed - Steve Reich - Alexander Reinagle - Roger Reynolds - Terry Riley - Tim Risher - Steve Roach - Curtis Roads - David Thomas Roberts - Leroy Robertson - Leo Robin - George Rochberg - Heinz Eric Roemheld - Sigmund Romberg - Ann Ronell - Ned Rorem - David Rose - David Rosenboom - Carl Ruggles - Craig Russell - Frederic Rzewski -

## S
Caroline Saladino - Arturo Sandoval - Dalmazio Santini - David P. Sartor - Eddie Sauter - Ernest Schelling - Peter Schickele - Lalo Schifrin - William Schmidt - Wayne Shorter - William Schuman - Joseph Schwantner - Raymond Scott - Stephen Scott - Roger Sessions - Harold Shapero - Elliott Sharp - Allen Shawn - Sharon Sheeley - Nathaniel Shilkret - David Shire - Wayne Siegel - Sheila Silver - Alan Silvestri - Ezra Sims - Alvin Singleton - Leonard Slatkin - Nicolas Slonimsky - Dick Smothers - Tom Smothers - Mark Snow  - Ted Snyder - John Philip Sousa - Leo Sowerby - George Spaulding - Laurie Spiegel - Philip Springer - Carl Stalling - Gitta Steiner - Max Steiner - Jim Steinman - William Grant Still - Carl Stone - Richard Stone (skladatelj) - Axel Stordahl - Gordon Stout - Robert Strassburg - Charles Strouse - Morton Subotnick - Howard Swanson -

## T
Tommy Tallarico - Louise Talma - Jerod Sheffer Tate - Robert Taylor (skladatelj) - Richard Teitelbaum - James Tenney - Alan Theisen - Michael Tilson Thomas - Randall Thompson - Virgil Thomson - Michael Torke - David Torn - Don Tosti - Joan Tower - Lennie Tristano -  Samuel Parkman Tuckerman - David Tudor - Gene Tyranny -

## U
Undine Smith Moore - 

## V
Hale Ascher VanderCook -
Edgard Varèse -
Lois V Vierk -
Nils Vigeland -
Ezequiel Viñao -
Allen Vizzutti -

## W
Melinda Wagner - George Walker - Wallingford Riegger - Robert Ward - David Ward-Steinman - George James Webb - Jaromír Weinberger - Harry Warren - Kurt Weill - Richard Wernick - Eric Whitacre - Clarence Cameron White - Frank Wildhorn - John (Towner) Williams - Paul Williams - Richard Edward Wilson - Daniel James Wolf - Julia Wolfe - Christian Wolff - Amnon Wolman - Stefan Wolpe - Kathryn Woodard - John Wesley Work III. - Charles Wuorinen -

## Y
Vincent Youmans - La Monte Young - Victor Young -

## Z
Frank Zappa - Hans Zimmer - John Zorn - Ellen Zwilich - 